# Soul Man
Soul Man is een door Sam & Dave gezongen soulhit uit 1967. 
Schrijver Isaac Hayes werd geïnspireerd om Soul Man te schrijven door de onrust rond de burgerrechtenbeweging in de Verenigde Staten van de jaren '60 van de 20e eeuw. Tijdens het kijken naar een nieuwsprogramma viel het Hayes op dat gebouwen die door de zwarte bewoners van Detroit gemarkeerd waren met het woord soul tijdens de rellen in juli van dat jaar niet gemolesteerd werden. Hierop schreven en produceerden hij en David Porter Soul Man, dat naar eigen zeggen over trots gaat.
In 1968 ontvingen Sam & Dave de Grammy Award voor beste Rhythm & Blues Group Performance, zang of Instrumentaal voor Soul Man.
Het gebruik van de woorden "Play it, Steve" in het nummer verwijst naar gitarist Steve Cropper van Booker T. & the M.G.'s, de huisband van Stax Records die de muzikale omlijsting verzorgde voor vele nummers van Sam & Dave. Cropper speelde gitaar op zowel het origineel van Sam & Dave als de covers door The Blues Brothers.

## Muzikanten
- Sam & Dave - Sam Moore, Dave Prater (zang)
- Booker T. & the M.G.'s - Booker T. Jones (piano), Steve Cropper (gitaar), Donald "Duck" Dunn (bas), Al Jackson Jr. (drums)
- Mar-Keys - Charles "Packy" Axton (tenorsax), Wayne Jackson (trombone)

## Uitvoeringen en covers
Soul man is vele keren gecoverd, door onder anderen The Blues Brothers, James Brown, Los Quando's (in het Spaans), Lou Reed, Los Pericos, Guy Sebastian, Ted Nugent en Prince.

## NPO Radio 2 Top 2000
| Nummer met noteringen in de NPO Radio 2 Top 2000 | '99  | '00  | '01  | '02 | '03  | '04  | '05  | '06-'08 | '09  | '10  | '11  | '12  | '13  | '14  | '15  | '16  | '17  |
| ------------------------------------------------ | ---- | ---- | ---- | --- | ---- | ---- | ---- | ------- | ---- | ---- | ---- | ---- | ---- | ---- | ---- | ---- | ---- |
| Soul Man                                         | 1170 | 1743 | 1763 | -   | 1517 | 1723 | 1686 | -       | 1567 | 1494 | 1423 | 1422 | 1742 | 1535 | 1980 | 1577 | 1996 |

1. ↑  Een '-' betekent dat het nummer niet was genoteerd en een vetgedrukt getal geeft de hoogste notering aan.
2. ↑  Deze tabel is bijgewerkt tot en met de laatste editie (2024).